# Alex Cunningham (homme politique)
Pour les articles homonymes, voir Alexander Cunningham et Cunningham.
Alexander Cunningham (né le 1er mai 1955) est un homme politique du parti travailliste britannique. Il est député de Stockton North de 2010 à 2024. Il est le ministre fantôme des tribunaux et de la détermination de la peine.
Né en Écosse, Cunningham déménage dans la ville de Darlington dans le comté de Durham à un jeune âge. Il fait ses études à la Branksome Comprehensive School de Darlington et au Queen Elizabeth Sixth Form College. Il fréquente le Darlington Technical College de la ville où il obtient un certificat en journalisme en 1976.

## Début de carrière
Journaliste de carrière, il rejoint le Darlington &amp; Stockton Times, basé à Darlington, en 1974. En 1976, il rejoint le Hartlepool Mail et, un an plus tard, rejoint Radio Tees. En 1979, Cunningham rejoint The Evening Gazette à Middlesbrough, où il reste pendant cinq ans, puis part chez British Gas comme attaché de presse. En 1995, il rejoint Transco (plus tard National Grid plc) en tant que conseiller en communication, devenant responsable des communications après cinq ans. Il quitte ce poste en 2002 et est ensuite directeur général de Tees Valley Communicators.

## Carrière politique
Cunningham est élu conseiller du conseil du comté de Cleveland en 1984 et rejoint le Parti coopératif en 1986, devenant vice-président du comité de l'éducation et siégeant au conseil jusqu'en 1997. Il est membre du conseil municipal de Stockton de 1999 jusqu'à son élection au Parlement aux élections générales de 2010. Il est président nord-est du Conseil des musées, bibliothèques et archives, 2002-2008. Il est très actif au sein du Parti travailliste de la circonscription de Stockton North, en tant qu'attaché de presse de 1984 à 2010, vice-président et secrétaire, 1985–95, et son président, 1995–2000.
À la suite de son élection, Cunningham est nommé au Comité spécial du travail et des pensions en 2010. En 2011, il est membre du comité chargé d'examiner le projet de loi de 2011 sur les forces armées. Il est ensuite membre du Comité spécial de l'éducation et est secrétaire privé parlementaire du député Sadiq Khan, secrétaire fantôme à la Justice.
Cunningham soutient Owen Smith dans sa tentative ratée de remplacer Jeremy Corbyn lors de l'Élection à la direction du Parti travailliste britannique de 2016. En octobre 2016, il est nommé ministre fantôme des pensions mais démissionne en décembre 2017 après avoir voté contre la consigne travailliste sur un amendement au projet de loi de l'UE (retrait). En avril 2019, il succède à Melanie Onn au poste de ministre fantôme du Logement.
Cunningham conserve son siège aux élections générales de 2019, avec une majorité extrêmement réduite. Il soutient Keir Starmer lors de l'Élection à la direction du Parti travailliste britannique de 2020. Après que Starmer ait remporté l'élection, il est nommé ministre fantôme des tribunaux et des peines en avril 2020. Il ne se représente pas en 2024.
Il est marié à Evaline depuis 1977 et ils ont deux fils.